# Playa Antártico
Der Playa Antártico ist ein kleiner Strand im Norden der Livingston-Insel im Archipel der Südlichen Shetlandinseln. An der Nordseite des Kap Shirreff liegt er unmittelbar östlich des Playa Pocitas.
Wissenschaftler der 46. Chilenischen Antarktisexpedition (1991–1992) benannten ihn nach dem hier brütenden Zügelpinguin (spanisch pingüino antártico).